# Kuczurhan (hromada Łymanśke)
Kuczurhan (ukr. Кучурган) – wieś na Ukrainie, w obwodzie odeskim, w rejonie rozdzielniańskim, w hromadzie Łymanśke. W 2001 liczyła 3322 mieszkańców, wśród których 1440 wskazało jako ojczysty język ukraiński, 1750 rosyjski, 101 mołdawski, 5 bułgarski, 10 białoruski, 5 gagauski, 1 polski, 6 niemiecki, a 4 inny.